# Маурисио Ривас
Маурисио Ривас Нието (шп. Mauricio Rivas Nieto; Кали, 1. јун 1964) бивши је колумбијски мачевалац који се такмичио у дисциплини мач. Четири пута је учествовао на Олимпијским играма и најбољи резултат је забележио 1988, девето место у екипном такмичењу. Свој најбећи успех постигао је на Светском првенству 1995. када је освојио бронзану медаљу. Ово је за сада и једина медаља за Колумбију на Светским првенствима у мачевању. На Панамеричким играма освојио је једно сребро и три бронзане медаље.

## Спољашњи извори
- Маурисио Ривас на сајту Sports-Reference.com (архивирано)